# Lar Gand
Lar Gand, conhecido também como Mon-El, é um personagem fictício da DC Comics, tendo participado maioritariamente em histórias envolvendo o Superman e a Legião de Super-Heróis.

## História
La Gand é nativo do planeta Daxam, do sistema Valor. Os Daxamistas, seus habitantes, são descendentes dos kryptonianos, que chegaram à região após a queda de uma grande nave kryptoniana no planeta paradisíaco, a 20 anos-luz de Krypton. O acidente ocorreu há milhares de anos após uma missão realizada pelo Erradicador com outros cientistas, durante o início da era tecnológica de Krypton. Os sobreviventes fundaram uma colônia que se expandiu em grandes cidades. O sol de Daxam também é vermelho e foi batizado de Valor (na crença kryptoniana, Valor era o irmão gêmeo desaparecido de Rao), que, para eles, foi encontrado neste planeta. Mon-El foi o único inocente aprisionado na Zona Fantasma.
No passado, Lar Gand havia conhecido Clark Kent quando ambos ainda eram adolescentes. Gand chegou ao planeta Terra na missão de rastrear uma mensagem subespacial deixada por Jor-El ao planeta Daxam que dizia "Enviando Kal-El para a Terra." Anos depois da destruição de Krypton, ele foi o voluntário de seu planeta para encontrar o único sobrevivente de Krypton, que é quando Clark Kent descobre que seu verdadeiro nome é "Kal-El" através dele.
Entretanto, Clark batiza um novo nome a Lar Gand, nomeando-o Mon-El e quase adotando-o como parte da família Kent. Como era vulnerável ao chumbo, após ser envenenado pelo material, viu-se sem chance de cura definitiva. Kent, sem condições de salvá-lo, ofereceu uma alternativa: aprisioná-lo na Zona Fantasma, onde ele não estaria susceptível à passagem do tempo, contendo o envenenamento e dando a ele mais tempo até que fosse encontrada uma cura.

## Histórico da publicação
Lar Gand apareceu pela primeira vez em Superboy #89 e foi criado por Robert Bernstein e George Papp.

## Biografia ficcional

### Halk Kar
Um precursor do personagem La Gand apareceu na história "Superman's Big Brother", em Superman #80 (fevereiro de 1953). Ele foi chamado Halk Kar e teve um traje sem logotipo quase idêntico ao de Superman, mas com as cores vermelha e azul invertidas. Ele foi criado por Otto Binder e pelo artista Al Plastino.
Na história, Halk Kar colapsa na Terra em uma nave espacial e é resgatado por Superman, que descobre que Halk Kar sofre de amnésia. Descobrindo que Halk Kar tem uma mensagem de Jor-El (pai de Superman) mencionando seu filho, Superman assume que Halk Kar não deve ser apenas de seu próprio planeta, Krypton, mas ele deve ser um filho de Jor-El e, portanto, também seu próprio irmão mais velho.
Superman rapidamente percebe que Halk Kar é menos poderoso do que ele e, em vez de sujeitá-lo à vergonha sobre o fato de ele ser mais fraco do que seu irmão mais novo, opta por usar seus próprios poderes para cobrir as deficiências de Halk Kar. Este plano é contraproducente, já que Halk Kar começa a assumir uma atitude superior a Superman e até começa a dar em cima da namorada de Superman, Lois Lane.
Finalmente, Halk Kar recupera sua memória e explica que ele é do planeta Thoron, que está no mesmo sistema estelar que Krypton. Anos antes, quando estava em uma viagem pioneira para o espaço, ele pousou em Krypton com sua nave espacial danificada. Lá, conheceu Jor-El, que explicou que a destruição de Krypton era iminente e reparou o fuzileiro de Halk Kar, enviando-o com a mensagem que tinha um mapa de Krypton para a Terra. Krypton explodiu pouco depois, fazendo com que Halk Kar fosse colocado em animação suspensa até que se deslocasse para a Terra para conhecer Superman, o filho adulto de Jor-El referido na mensagem. Halk Kar retorna a Thoron em seu roteiro reparado, deixando Superman com a experiência de ter brevemente um irmão.

### Mon-El
O enredo de Halk Kar foi reutilizado em Superboy #89 (junho de 1961), em uma história definida durante a carreira de Superman como Superboy, que simplesmente desconsiderou a história delineada no original (uma prática comum na época). O nome do personagem foi mudado para Lar Gand, seu mundo natal foi mudado para Daxam, e ele foi feito mais jovem para corresponder aproximadamente à idade de Superboy. Ele era um explorador que tinha pousado em Krypton, onde Jor-El avisou-o da iminente destruição do planeta e deu-lhe um mapa para a Terra. Ele sofreu amnésia ao aterrissar na Terra, onde conheceu o Superboy. Ao ganhar poderes como Superboy, o herói concluiu que ele era um irmão há muito perdido e o chamou de Mon-El: "Mon" porque ele pousou na Terra em uma segunda-feira, e "El" para o nome de família Kryptonian de Superboy. Ele adotou uma humana de identidade secreta (Bob Cobb) para se integrar à cidade natal de Superboy, Smallville.
Contudo, o personagem mostrou ser imune à kriptonita, que é radioactivamente venenosa para todos os Kryptonianos. Acreditando que Mon-El o enganou, Superboy tenta enganá-lo com um meteoro de kryptonita falso feito de chumbo, o que acaba por ser a fraqueza de Mon-El. Além disso, a exposição ao chumbo é irreversivelmente fatal para os Daxamites, o que Mon-El explica após recuperar a memória. Cultivado por envenená-lo inadvertidamente, Superboy salva sua vida enviando-o para a Zona Fantasma extradimensional, onde ele poderia observar coisas acontecendo no mundo exterior, mas como um fantasma não envelheceria e seu envenenamento por chumbo não progrediria.
Isso proporcionou um meio para usar o personagem em histórias contemporâneas no século XXX com a Legião dos Super-Heróis. Nessas histórias, o membro da Legião, Moça de Saturno, cria um antídoto temporário para seu envenenamento por chumbo, permitindo que ele seja liberado da Zona Fantasma por breves períodos de tempo e sendo considerado Legionário honorário. Brainiac 5 cria posteriormente um antídoto de longo prazo (que ainda requer ingestão periódica), e ele se torna um membro cheio. Durante sua longa carreira, ele é descrito como um dos três membros mais poderosos da Legion, juntamente com o Superboy e Ultra Boy , e serve como dois líderes. Mon-El aparentemente morre depois de não tomar uma dose de soro anti-chumbo de Brainiac 5 em tempo hábil. Eltro Gand, um descendente distante de seu irmão mais velho, sacrificou sua força vital para restaurar Mon-El à vida. Depois de um longo relacionamento romântico, ele e o companheiro Legionnaire Shadow Lass tornaram-se marido e mulher.
Em 1985, a renovação da DC Comics de seu universo de super-heróis Crise nas Infinitas Terras removeu as aventuras de Superman como "Superboy" da história do personagem. A história do personagem de Mon-El manteve-se inalterada, no entanto, com o encontro com Superboy afirmou ter ocorrido em um "universo de bolso" criado pelo Senhor do Tempo, um ser misterioso ao final do universo.
Severamente ferido e dependente de equipamentos de suporte à vida durante uma batalha com o Senhor do Tempo após a morte de Superboy, Mon-El morre durante as Guerras Mágicas, o que destrói grande parte da tecnologia em todo o Planetas Unidos (organização governamental). O Senhor do Tempo mais tarde o revive, esperando usar seu corpo para preservar sua própria existência decrescente, mas Mon-El o mata para evitar que o Trapper manipule os eventos ao longo da história. Isso limpa o universo do bolso da Superboy fora da existência e altera a linha do tempo. O papel do Trapper e os poderes do XD são usurpados por sua vez subjacente a Glorith e Lar Gand é reformulado como "Valor".

### Valor
Na nova realidade "Glorithverse", Lar Gand substituiu o inexistente Superboy como inspiração da Legião. Conforme detalhado na história "The Legend of Valor" ( Legion of Super-Heroes (vol. 4) Annual # 2, 1991), Lar Gand desfrutaria de uma carreira heroica no século XX como Valor, parando uma segunda invasão de Dominators a Terra, liberando milhares de seres humanos que foram experimentados pelos Dominadores e semeia-os em uma série de mundos entre o espaço Dominion e a Terra como uma "zona tampão" para evitar futuras invasões. Estes colonos ganharam poderes meta-humanos devido às experiências e (na época da Legião), evoluiram para muitos dos mundos que se uniriam aos Planetas Unidos. Depois de completar esta tarefa e um número indefinido de outros empreendimentos do século XX, ele seria colocado na Zona Búzoca de Bgztl pela feitiadora do tempo Glorith, para ser resgatado pela Legião no século XXX. Nenhum desses eventos, de outra forma, foi retratado em quadrinhos sobre o século XX.
Em sua nova história, Lar Gand foi inspirado pelo sacrifício de seu pai na história do crossover Invasion! para se tornar um herói. Ele se junta rapidamente à L.E.G.I.Ã.O., onde Vril Dox II cura seu envenenamento por chumbo. Ele desempenha um papel importante no Eclipso: The Darkness Within crossover (1992), no qual Superman lhe dá o nome "Valor". Uma série solo de Valor sobre o personagem durou 23 publicações, começando com Lar como um jovem aventureiro explorando o universo em uma nave espacial com um A.I sensível chamada Babbage, encontrando vários alienígenas e civilizações. Após o número 12, porém as coisas se tornaram complexas.
Glorith continuou alterando a linha do tempo, criando inadvertidamente o Senhor do Tempo original no processo. Voltando até quando Lar Gand era jovem em outra tentativa de ganhar seu carinho, ela acidentalmente causou sua morte. Tentando desfazer o dano que causou a história, ela expôs um Valor duplicado do tempo da Legião (uma segunda versão do Valor criada pelo Senhor do Tempo) para assumir o lugar de sua outra pessoa, "corrigida" na linha do tempo do século XX pelo Tempus. Ele foi encarregado de completar os feitos lendários de Valor, como parar a segunda invasão da Terra dos Dominadores e criar os mundos UP para que a história do século XXX se reproduzisse como era suposto transpirar. No entanto, a história estava jogando muito mais cedo do que era suposto o que levou a algumas mudanças nas façanhas de Valor. Esta foi uma das muitas desestabilizações da linha do tempo que eventualmente levou ao enredo de 1994 "Zero Hora", e a "Legion Reboot".

### M'Onel
O personagem apareceu novamente após a reinicialização "Zero Hour" , em Superboy (vol. 3) #17. Ele era amnésico, mas tinha memórias vagas de seu tempo com a L.E.G.I.Ã.O e os eventos de sua própria série. Ele foi encontrado pelo empresário de empréstimo do agente do Superboy e foi enganado para superar o Superboy enquanto toda a batalha estava sendo gravada com a finalidade de apostar no vencedor. Quando Superboy viu que Valor estava doente depois que ele começou a se tornar enfraquecido e mais desorientado como resultado do soro anti-chumbo de Vril Dox, desapareceu, Superboy colocou-o na "Zona de Estase" (a Zona Fantasma por outro nome), onde ele estava preso por mil anos antes de ser lançado pela Legion e um Superboy viajando no tempo e injetado com a versão melhorada de Brainiac 5 do soro de seu antepassado. Para evitar o fervor religioso que seu retorno causaria, a Legião manteve-se secreta no fato de que este novo Legionário era o valente Valor. Ele pegou o nome M'Onel, que, o fundador da Legião, R.J.Brande afirmou, era marciano por "Ele ser quem vagueia".
M'Onel se tornaria um jogador-chave na seguinte série de quadrinhos da Legião. Com o resto dos Legionários, M'Onel está perdido quando Superboy (Kon-El) e os Jovens Titans perdem o machado do Persuader enquanto tentam retornar ao seu próprio tempo. M'Onel tenta manter os Legionários em uma cadeia humana, mas é sugado para um vórtice. Shikari é a única que escapa quando é libertada pelas correntes temporais. Ela chega em um futuro mudado, levando ao quadrilúrio da Legião dos super-heróis.
À medida que os eventos do enredo "Infinite Crisis" de 2005-2006 se desenrolaram e o tempo e o espaço mais uma vez foram realinhados e alterados, essa encarnação de Mon-El e suas façanhas foram pensadas para serem apagadas da linha do tempo. Em Final Crisis: Legion of 3 Worlds # 2, esta versão do Mon-El ressurgiu, bem como os seus companheiros do time da Legião "Zero Hour".

### Continuação "Threeboot" 2004
O personagem foi introduzido novamente após outra reinicialização da história da Legião em 2004. Em Supergirl and the Legion of Super-Heroes #23 (dezembro de 2006), Moça de Saturno sente um apelo telepático para ajuda, o que acaba por ser Mon-El na Zona Fantasma, sofrendo de 1.000 anos de privação sensorial e morrendo de envenenamento por chumbo. Ele está confuso quanto a quem o colocou na Zona Fantasma, mas lembra o símbolo "S" e ataca Supergirl. Brainiac 5 faz uma anti-toxina para o envenenamento por chumbo usando kriptonita, mas isso desaparece, exigindo que ele seja devolvido à Zona Fantasma. É revelado em Final Crisis: Legion of 3 Worlds que este futuro não é o futuro da Terra Nova, mas sim o futuro da Terra-Prime. O passado real completo desta versão do Mon-El é desconhecido, no entanto ele afirmou ter conhecido Supergirl e Superman no passado.

### Pós-"Crises Infinitas"
Em conjunto com o crossover "Infinite Crisis", a natureza de Daxam, e assim Mon-El, foi fortemente retroativa. Ele se tornou o descendente remoto de um homem humano e Bal Gand, uma fêmea Daxamite que visitou a Terra durante o auge da cultura maya. Ela voltou para Daxam, em vez de deixar seu filho nascer como um semideus aparente na Terra, mas programou sua nave espacial para devolvê-lo para a Terra se a xenofobia Daxamita fizesse isso necessário. Gerações mais tarde, seu descendente Lar Gand cede em seu instinto suprimido para escapar do Daxam cada vez mais isolado e viajar pelas estrelas, e é trazido pelo navio de seu antepassado para seu destino pré-programado: a Terra, o continente da América Central.
Fevereiro de 2007, Action Comics Annual #10, deu uma versão revisada de como Clark Kent conheceu o personagem. Ele coincide com a história de 1960, mas o Mon-El amnésico é envenenado quando Clark tenta testar se ele é kriptoniano com um pedaço de kryptonita, e a capa de chumbo protetora para o meteoro o envenena e restaura suas memórias. Ele lembra que, ao chegar na Terra, uma tempestade de manchas solares quebrou suas células de combustível, fazendo com que ele caísse (e explicando como seu navio se perdeu da América Central por milhares de quilômetros, aterrizando em Smallville) e perdeu sua memória. Clark novamente usa um portal para a zona fantasma para colocar Mon-El em estase até que seu envenenamento por chumbo possa ser curado.
Em Superman #685 (abril de 2009), Superman lança Mon-El da Zona Fantasma para salvá-lo de seu colapso. Mon-El é curado de seu envenenamento de chumbo por uma cura que lhe foi anônima pela Legião. No século XXU ele adota um alias humano, primo de Clark, "Jonathan Kent", de Londres, e atua como protetor da Metropolis enquanto o Superman se junta ao assentamento terrestre de New Krypton, povoado por refugiados da destruição do planeta.
Ele se junta rapidamente à Polícia científica de Metrópolis, até que ele é capturado pelo Projeto 7734 de Sam Lane, que fingiu sua morte na mão de Flamebird e Nightwing. Mon-El consegue escapar, mas acaba preso na Dimensãodo desamparo, ajudando o Capitão Átomo a livrar-se das garras de Mirabai, a rainha do Forlorn e o principal aliado de Sam Lane.
Após a sua fuga, Mon-El volta a Metropolis usando uma versão modificada de seu traje vermelho e azul (semelhante ao traje do Golden Age Halk-Kar), completo com um Superman S-Shield sobre o peito esquerdo. Ele auxilia a Polícia da Ciência na captura de Parasita. Mon-El também tenta apreender Bizarro, apenas para voltar depois que ele escapa para o Mundo Bizarro. Ao voltar para casa, Mon-El pede a Superboy para reprogramar Kellex, o android na Fortaleza da Solidão, para reparar a nave espacial que ele veio para a Terra. Ele também entra em uma relação sexual com Billi Harper, a nora do Guardião.
Após uma batalha com Crânio Atômico , Mon-El foi convidado a se juntar à nova Liga da Justiça da América a convite do Doutora Luz (Kimiyo Hoshi).  Depois de ajudar a salvar New Krypton e criar os mundos UP de acordo com as instruções de tempo-loop da Legião, (Last Stand of New Krypton), Mon-El, agora perto da morte tornando-se imune ao antídoto de envenenamento por chumbo, voltou para a Zona Fantasma recriada por Superman e Chameleon, onde permanece até ser resgatado pela Legião em 1000 anos. Se o seu longo isolamento causou perda de memória ou ele evita cuidadosamente um paradoxo do tempo, nunca mencionando suas aventuras do século XXI, é desconhecida. Na edição final de War of the Supermen, revela-se que Billi está grávida, presumivelmente com o filho de Mon-El.

### Pós -"Crise Infinita"- Legião
Os eventos da minissérie da "Infinite Crisis" também restauraram um análogo próximo da continuidade da Legião da Pré-Crisis, como se vê na história da Lightning Saga em Liga da Justiça da América e Sociedade da Justiça, e em na história de Superman and the Legion of Super - Heroes na Action Comics. Mon-El está incluído em seu número. Na última história, revelou-se que Mon-El foi banido de volta à Zona Fantasma pelo Homem da Terra .
Na minissérie Final Crisis: Legion of 3 Worlds, que segue após Superman and the Legion of Super-Heroes, Mon-El é resgatado da zona fantasma por seus companheiros de equipe. Ao sair da Zona, Mon-El sofre mais uma vez os efeitos do envenenamento por chumbo, mas, como no passado, é inoculado com um antídoto criado por Brainiac 5. Ele e Shadow Lass são enviados em uma missão a Oa para recrutar o imortal Sodam Yat (o último Guardião do Universo) na guerra contra Superboy Primordial e a Legião dos Supervilões. Mon-El forma um vínculo com o Yat relutante como um colega Daxamite, e como alguém que já viveu por familiares e amigos.
Mais tarde, ele é escolhido para se tornar uma Lanterna Verde pela Dyogene. Antes de partir, ele disse a Shadow Lass que apesar de ser GL, a Legião, a Terra e seus amigos sempre serão sua família.

### Os Novos 52
Em Os Novos 52, uma reinicialização de 2011 do universo DC Comics, Gand aparece como líder de campo da Legião dos Super-heróis. É ainda é revelado que esta versão, como toda a Legião, é possivelmente a original de antes do evento Flashpoint, pois eles estão conscientes desses eventos que alteram a realidade.

## Poderes e habilidades
Geralmente, as habilidades de Lar Gand (e outros Daxamites) são semelhantes às de Superman e outros nativos do planeta Krypton (super-força, velocidade, voo, visão de raio-x, visão de calor, poderes de visão microscópicos e telescópicos, invulnerabilidade; e super-audição), com duas grandes exceções:
Ele é vulnerável ao elemento chumbo, em vez do elemento radioativo Kryptonita. A fraqueza de Daxamite ao chumbo foi descrita como uma reação anafilática extrema.
Lar é mantido vivo apenas através da ingestão regular de soro anti-chumbo, como o modificado por Brainiac 5, ou ele sucumbirá ao chumbo já em seu sistema. No entanto, um efeito colateral do soro evita a radiação de uma estrela vermelha de roubá-lo de seus poderes, como acontece com a maioria dos Daxamites e Kryptonians.
Lar Gand é considerado o membro mais poderoso da Legião dos Super-Heroes.

## Outras mídias

### Animação
A série animada Legião dos Super-Heróis apresentou um legionário adolescente chamado Superman X, que foi conceitualmente baseado em Mon-El, Kon-El e Erradicador, vestindo uma roupa com elementos de todos os três heróis. Como Mon-El, Superman X carecia de uma fraqueza a Kryptonite e foi tratado como um irmão pelo superman real. De acordo com o produtor da série James Tucker, o Superman X foi criado especificamente para preencher o papel criado para Mon-El após vários executivos da Warner Bros. expressando opiniões sobre Mon-El sendo "muito semelhante" ao Superman para trabalhar em um show para crianças.

### Televisão
Mon-El aparece na série de TV Supergirl, começando em sua segunda temporada, sendo interpretado por Chris Wood. Nesta versão, Mon-El é o seu verdadeiro nome. Depois do acidente ele aterrissa na Terra, ele acorda de um coma em "The Last Children of Krypton" e ataca Supergirl. Eles continuam a serem hostis uns com os outros devido a uma disputa antiga entre os Kryptonianos e Daxamites, base na desaprovação dos Kryptonianos das práticas de escravidão de Daxam. Supergirl revela com simpatia o destino de seu planeta natal - foi severamente danificado pela destruição de Krypton. A DEO coloca Mon-El na custódia de Supergirl, e ela o ajuda a se integrar na sociedade enquanto tenta levá-lo a usar seus poderes para o bem, como ela faz. Ele adota o nome "Mike Matthews" e, eventualmente, se torna um barman em um bar alienígena.  Originalmente, Mon-El alegou que ele era um guarda-costas do príncipe Daxamite, mas depois de começar um relacionamento com a Supergirl, ele revelou ser o próprio príncipe. Durante a conclusão do episódio "Êxodo", os pais de Mon-El aparecem. Em "Star-Crossed", o pai de Mon-El (interpretado por Kevin Sorbo) revelou ser chamado Lar Gand. Ele e sua esposa Rhea (retratado por Teri Hatcher) são os monarcas de Daxam, e eles vieram à Terra para recuperar Mon-El para ajudar a recriar seu reino e revitalizar seu planeta, com Mon-El sendo a figura de proa. Mon-El relutantemente volta para eles devido às maquinações de sua mãe em "Distant Sun". No entanto, ao ver a influência que Supergirl teve em Mon-El, Lar Gand permite que seu filho volte para a Terra. Rhea mais tarde apunhala e mata Lar Gand, acreditando que ele a traiu a ela e ao seu povo com sua fraqueza. Ela promete reclamar o filho, dizendo que "ele não terminou" com a Terra. No episódio 20 da segunda temporada, Mon-El confronta sua mãe que mente para ele sobre a morte de seu pai. Ele então vê as naves espaciais chegarem com milhares de colegas Daxamites; mais do que haviam sobrevivido à ruína de Daxam do que Rhea tinha deixado entrar, e ela pretendia conquistar a Terra e torná-la o novo lar de Daxamite. Para retirar todos os Daxamites, Lena Luthor, como último recurso, reseta a máquina do irmão que pode inundar a atmosfera terrestre com vestígios de uma substância de kryptonita a chumbo, tornando a Terra inabitável para Daxamites. Kara diz a Mon-El que ela o ama antes de entrar em sua nave espacial e depois no espaço profundo. Em sua jornada, um misterioso portal abre em frente a sua nave, que Mon-El não pode evitar e acaba entrando. Na terceira temporada de Supergirl, episódio 7, Mon-El retorna. Para Kara/Supergirl, sete meses passaram desde que ela o viu pela última vez; no entanto, para Mon-El, sete anos se passaram. Vivendo no século XXXI, onde tinha sido curado da doença do chumbo, ele também se casou com a Moça de Saturno.